# Wilma van Hofwegen
Wilma van Hofwegen (Países Bajos, 17 de julio de 1971) es una nadadora neerlandesa retirada especializada en pruebas de estilo libre, donde consiguió ser subcampeona olímpica en 2000 en los 4 x 100 metros.

## Carrera deportiva
En los Juegos Olímpicos de Sídney 2000 ganó la medalla de plata en los 4 x 100 metros estilo libre, con un tiempo de 3:39.83 segundos que fue récord de Europa, tras Estados Unidos (oro) y por delante de Suecia (bronce).